# Immortal (EP)
Immortal este primul EP al formației Immortal. Acest EP a ajuns să fie cunoscut sub numele Unholy Forces Of Evil, acest nume provenind de la prima melodie propriu-zisă de pe el.
Piesele 2 și 3 vor fi reînregistrate pentru albumul de debut Diabolical Fullmoon Mysticism. În 1996 toate cele trei piese vor fi incluse ca bonus pe ediția limitată a albumului Battles in the North. În 2000 a fost relansat de casa de discuri Spikefarm Records împreună cu Emperor, Dimmu Borgir, Ancient și Arcturus pe compilația True Kings of Norway.

## Lista pieselor
1. "Diabolical Fullmoon Mysticism" - 00:42
2. "Unholy Forces Of Evil" - 04:28
3. "The Cold Winds Of Funeral Frost" - 03:40

## Personal
- Abbath Doom Occulta - vocal, chitară bas
- Demonaz Doom Occulta - chitară
- Armagedda - baterie